# کانارو
کانارو (به ایتالیایی: Canaro) یک کومونه در ایتالیا است که در استان روویگو واقع شده‌است.

## خصوصیات
کانارو ۳۲٫۷ کیلومترمربع مساحت و ۲٬۸۸۵ نفر جمعیت دارد.